# Aurină
Aurina este un indicator pH ce face parte din categoria coloranților triarilmetanici, cristalele având o culoare galben roșu cu reflexe metalice. Este insolubilă in apă , foarte ușor solubilă în alcool  și acid acetic, cu care formează colorație galbenă.Îm soluții de hidroxizi alcalini formează fenoxizi de culoare roșie.
Aurina și derivatul său metilat, acidul rosolic nu mai sunt utilizați . însă scheletul lor este folosit pentru alți coloranți.

## Obținere
Pe cale industrială se obține din acid oxalic încălzit cu fenol și acid sulfuric, carbonul central provenind din molecula acidului oxalic: